# 上河镇
上河镇，是中华人民共和国江苏省淮安市淮安区下辖的一个乡镇级行政单位。2018年7月撤消，并入平桥镇。

## 行政区划
上河镇下辖以下地区：
上河社区、前庄村、杨集村、谭庄村、黄楼村、赵王村、岔溪村、运河村和大后村。